# Bud (Norwegen)
Bud ist ein Küstendorf in der Kommune Hustadvika in der norwegischen Provinz (Fylke) Møre og Romsdal. Der Ort hat 802 Einwohner (Stand: 1. Januar 2024).

## Geographie
Bud liegt an der Nordwestspitze der Halbinsel Romsdal, die Atlantikstraße verläuft durch den Ort. Seeseitig sind dem Ort diverse Schären wie Nørdre Odden und Håskjæret und die Inselgruppe Bjørnsund vorgelagert.

## Geschichte
Im 16. und 17. Jahrhundert war Bud der größte Handelsplatz zwischen Bergen und Trondheim. 1533 fand im Ort unter Leitung von Erzbischof Olav Engelbrektsson das letzte von Dänemark noch unabhängige norwegische Reichstreffen statt. An dieses Ereignis erinnert der im Ort errichtete Bautastein von Bud.
Im Jahr 1717 wurde die heutige Kirche von Bud errichtet. Eine erste direkte urkundliche Erwähnung einer Kirche im Ort ist aus dem Jahr 1589 überliefert. Während des Zweiten Weltkriegs baute die deutsche Wehrmacht eine Befestigungsanlage des Atlantikwalls, die Heeres-Küsten-Batterie 17./976 Bud in der Nähe des Naturhafens. In der Anlage ist heute ein Museum untergebracht.
Südlich der Küstenbatterie ist der der örtlichen Geologie gewidmete Steinpark angelegt.

## Persönlichkeiten
Die Autorin, Pädagogin und Friedensaktivistin Eva Nordland (1921–2012) verlebte einen Teil ihrer Kindheit und Jugend in Bud.